# CNN Türk
CNN Türk – turecka stacja telewizyjna o charakterze informacyjnym, będąca tureckojęzyczną wersją amerykańskiego kanału CNN. Została uruchomiona w 1999 roku. 
Portal internetowy CNN Türk funkcjonuje od 1999 roku. 